# Indiana Pipps
Indiana Pipps è un personaggio immaginario dei fumetti Disney Italia, creato da autori italiani nel 1988. La prima storia in cui appare è Topolino & Pippo in: I predatori del tempio perduto, su testi di Bruno Sarda e disegni di Maria Luisa Uggetti. Gli autori che lo hanno disegnato più spesso sono Giampiero Ubezio e Massimo De Vita.
È un cugino di Pippo, ispirato nel nome, nell'abbigliamento e nello stile di vita ad Indiana Jones (il titolo della prima storia di apparizione del personaggio, I predatori del tempio perduto richiama proprio i primi due film della serie di Indiana Jones), è un archeologo estremamente avventuroso, impegnato in spedizioni e ricerche ai quattro angoli della terra, durante le quali spesso si scontra con il suo storico nemico, il Doctor Kranz, un archeologo rivale che lo segue come un'ombra per "rubare" le sue scoperte per ricavarne fama e facili guadagni. A Indiana Pipps non interessa trarre profitto dalle proprie stravaganti avventure, ma solo appagare il suo desiderio per la natura selvaggia e ottenere prestigio e rispetto dai suoi colleghi archeologi.
Nelle storie tradotte e adattate per il mercato degli USA e di altri paesi, il personaggio è stato ribattezzato Arizona Goof; in alcune storie italiane viene anche indicato come Arizona Jones.

## Il personaggio
Per la maggior parte del tempo vive in Amazzonia, su una capanna in cima ad un albero, insieme al suo giaguaro Poldo, all'anaconda Bill e ad altri animali, ma dopo aver riallacciato i rapporti con il cugino e aver conosciuto Topolino trascorre molto tempo a Topolinia, ospite di Pippo, e in una storia è stato mostrato acquistare una casa nella zona paludosa e selvaggia nei dintorni della città. Coinvolge spesso Topolino e più raramente suo cugino Pippo nelle sue bizzarre avventure.
Anatomicamente è estremamente simile al cugino (tanto da venire scambiato per lui in più di un'occasione), differenziandosene soltanto per l'abbigliamento da esploratore, per la barba più curata e per il fisico atletico; inoltre, a partire dalla storia Indiana Pipps e la fonte della "bellezza" (1993) viene generalmente disegnato con gli occhi come quelli di Topolino, a differenza di quelli di Pippo composti solo dalle pupille. Nella storia d'esordio, Indiana Pipps mostra una capigliatura riccioluta (il cugino appare invece sempre calvo), caratteristica mai più ripresa nelle storie successive.
Indiana Pipps si definisce "di gusti più spartani" (rispetto al Kranz, che ama le auto sportive e gli alberghi lussuosi, come si vede in Indiana Pipps e il ritorno del doctor Kranz). Il suo amore per l'avventura lo porta ad evitare qualsiasi via più "comoda": non entra in casa dalla porta perché preferisce la finestra (e non si limita a scavalcare il davanzale se può attraversare la finestra al volo usando una corda come liana); piuttosto che dormire su un letto preferisce piantare una tenda in giardino (o addirittura in camera), e se c'è un tesoro in un castello che può comodamente essere raggiunto in autobus, lui arriverà in deltaplano (vedi Indiana Pipps e i calzari di Lancillotto). Fin da bambino dimostra il suo coraggio al limite della temerarietà organizzando un presepe vivente usando un toro inferocito al posto del classico bue ("Indiana Pipps e il mistero di Babbo Natale").
Il suo cibo preferito sono le Negritas, particolari liquirizie prodotte in un angolo remoto della foresta amazzonica che sembrano piacere a poche persone all'infuori di lui, ma che lo tirano spesso fuori dai guai proprio in quanto repellenti per i nemici. 
È un ottimo cuoco, esperto di diversi piatti internazionali, come si evince nel ciclo di storie A cena con Indiana.
Conosce molti trucchi per sopravvivere nelle condizioni più estreme, appresi durante le sue avventure intorno al mondo. Ad esempio quando vuole proteggersi dal riverbero del sole è in grado costruire un paio di rudimentali "occhiali" adoperando un pezzo di legno e un coltello, come gli hanno insegnato gli Irochesi (Indiana Pipps e la valle dei 7 soli), mentre per non soccombere al gelo himalayano pratica il tai-chi, grazie al quale riesce pure a sciogliere la neve che lo circonda (Indiana Pipps e il sigillo Vallindo). Porta sempre appeso alla cintura un lazo, che adopera con la stessa maestria con cui Indiana Jones usa la frusta: con esso combatte, recupera oggetti, trova appigli per salvarsi quando sta cadendo, ecc. Nella storia Topolino e la minaccia preistorica, Indiana Pipps usa proprio la frusta, anche se finisce per darsela nell'occhio e non addosso ai suoi avversari. Come Indiana Jones, anche Pipps ha sempre con sé una rivoltella, ma è finta: serve come contenitore per le Negritas e può "spararle" direttamente in bocca (spesso però gli avversari di Pipps pensano che si tratti di una pistola vera, come ad esempio in Indiana Pipps e l'isola perduta).
Per i viaggi più lunghi e avventurosi, Indiana Pipps si serve anche di un'autovettura, familiarmente battezzata Gippippa: si tratta di un fuoristrada personalizzato con curiosi dispositivi che gli permettono di galleggiare e affrontare i terreni più ripidi ed estremi.

## Relazioni sentimentali
Indiana Pipps, proprio come Indiana Jones, non sa resistere al fascino femminile.
Nella sua prima avventura, l'archeologo conosce Clarabella e se ne innamora, non ricambiato (lei è già fidanzata con Orazio). In una storia successiva, si lamenta del fatto che l'irresistibile Clarabella sia rimasta a Topolinia.
Nella già citata Indiana Pipps e la fonte della "bellezza", il protagonista vorrebbe diventare più bello per conquistare il suo idolo, l'attrice Lara Sol, interprete di film quali Bellissima (parodia dell'omonimo film) e BASIC & Dos (parodia di Basic Instinct). L'attrice, notevolmente ingrassata fuori dal set, parte per le Ande insieme al Kranz alla ricerca della leggendaria "fonte della bellezza" scoperta dai Conquistadores, ma la bellezza è un concetto relativo, e per i poveri popoli andini essere belli vuol dire essere ben nutriti: quando Pipps, durante una rissa con Kranz, cade nella fonte bevendone la magica acqua, diventa istantaneamente grasso come Lara. Attrice, professore ed archeologo passeranno molto tempo insieme, allenandosi duramente per dimagrire, sfruttando un puma come personal trainer (facendosi inseguire).
In Indiana Pipps e il lago della sapienza l'archeologo si invaghisce follemente della dottoressa Flanders, durante un'intervista televisiva. Stavolta ricorrerà a un'acqua miracolosa, e avrà modo di constatare che anche la sapienza (come la bellezza nell'avventura precedente) può essere relativa (difatti il liquido fornisce un'eccezionale conoscenza per gli standard di qualche secolo prima), ma alla fine scopre che alla dottoressa Flanders piacciono i tipi avventurosi e non i dotti.
In Indiana Pipps all'inseguimento della Stella Verde (omaggio al film All'inseguimento della pietra verde) il protagonista aiuta Giada, una bella ragazza della Normandia, a recuperare un prezioso smeraldo a forma di stella, cimelio di famiglia che le è stato sottratto con la forza da un miliardario-ladro. Giada inizialmente appare molto imbranata, ma la presenza di Indiana Pipps la trasforma in una vera avventuriera, di cui l'archeologo si innamora, solo che lei non sembra badare alle sue avances. Ad un certo punto, Pipps le fa addirittura una proposta di matrimonio, alla quale la ragazza sembra molto turbata. Infatti, dopo aver ritrovato lo smeraldo, che si scopre dotato di grandi poteri magici, Giada si rivelerà come una fata, alla quale è proibito sposare gli umani. Indiana è costretto a dirle addio, ma in realtà non si rassegna e spera un giorno di conquistarla.
In Indiana Pipps e i calzari di Lancillotto (di Sarda-De Vita, 1997), è Giada stessa a chiedere l'aiuto di Indiana (contattandolo con alterazioni della realtà simili a quelle usate da Yor nella quadrilogia della Spada di Ghiaccio) per impedire che Kranz metta le mani su un paio di calzari magici appartenuti al cavaliere, che Mago Merlino nascose in un castello in Normandia. Le altre fate accettano che Giada accompagni Indiana nell'avventura, ma potrà salvarlo con la magia solo una volta: Giada però viola la regola e lo salva due volte, anche se questo significa perdere lo status di fata. Indiana Pipps potrebbe sposarla perché è diventata una mortale, ma non ne approfitta, anzi rivela di essersi salvato da solo la seconda volta, per cui Giada non perde i poteri; ancora una volta i due devono separarsi, ma prima dell'addio Giada lo ringrazia con un bacio e... delle Negritas.
Giada compare una terza volta nel 2002, in Indiana Pipps e la spada del Paladino (di Nigro/Palazzi), un'avventura che vede Indiana a Parigi alla ricerca della mitica Durlindana, la spada del paladino Orlando. Dopo aver sventato, grazie all'aiuto dell'elfo Rulf (inviato proprio da Giada), il piano di Kranz per mettere le mani sul meteorite con il cui metallo fu forgiata la spada leggendaria, Indiana viene ricompensato dalla fata con il permesso di passare, contravvenendo alle regole ordinarie del mondo fatato, un'intera serata con lei a Parigi.
In Indiana Pipps e la fallimentopatia, Indiana Pipps, depresso dopo un insuccesso, ha la possibilità di trascorrere la serata in compagnia di una bella ragazza, ma se ne va quando questa critica la sua auto, la Gippippa. La ragazza viene poi aggredita dal fuoristrada, ma in realtà non si tratta di una vendetta di Indiana Pipps, bensì dell'auto stessa, divenuta "pensante" a causa dell'inserimento di un componente di origine aliena.
Nella storia Indiana Pipps e l'irraggiungibile Intrepidy si innamora di Intrepidy, una conduttrice di programmi televisivi di avventura rivelatasi una creazione virtuale (in seguito, infatuatosi della sua programmatrice, si dedica allo studio dell'informatica).
In Indiana Pipps e l'amaca del faraone Indiana collabora con Topolino e Colette, una ragazza bionda. Indiana potrebbe essere attratto o innamorato di lei, ma quando questa rivela di essere una criminale, nonché cugina di Kranz, non esita a procedere di conseguenza.
Altre compagne di avventure sono state Martina Ubersetzen, la più presente dopo Giada, Filippa Zapotec, e persino Eurasia Tost. 
Attualmente, nella storie più recenti, Indiana viene spesso accompagnato da Lara Bell, archeologa americana appartenente ad un gruppo segreto chiamato I Custodi del Mistero, capeggiato dal professor Arkano, di cui l'archeologo ne diviene l'ottavo membro, con la quale combatte la perfida organizzazione criminale C.A.O.S.

## Negritas
(Indiana Pipps, a Paco Negrita che gli porge un sacchetto di liquirizie dopo una lunga astinenza)
Le Negritas sono una marca immaginaria di liquirizie, presenti nei fumetti Disney con protagonista Indiana Pipps.
Le Negritas sono indubbiamente uno degli elementi più caratteristici del personaggio di Indiana Pipps. Si tratta di liquirizie purissime di cui Indiana è da sempre ghiotto, fino ad averne voglia persino nei frangenti più difficili (vedi Indiana Pipps e le sfere dei Chirpò). Vengono prodotte in una remota località dell'Amazzonia, e vengono recapitate a Topolinia all'interno di una cassa di legno, che spesso contiene anche scorpioni o serpenti velenosi, fatto che pare non turbare mai l'archeologo. Il produttore delle Negritas è chiamato a volte Paco, a volte Pablo e a volte Pedro, ma nella prima storia in cui compare viene spiegato che il suo vero nome è Francisco Carmelo Negrita ed è di origini boliviane.
Ovviamente, Indiana Pipps non manca mai di offrirle a chi gli sta intorno, sia questi il suo amico Topolino oppure un coccodrillo pronto a divorarlo (vedi Indiana Pipps all'inseguimento della Stella Verde). La maggior parte della gente trova le Negritas disgustose, ma nessuno lo dice mai a Pipps per paura di offenderlo, tanto che a volte si limitano a declinare l'offerta (solo Clarabella nella storia Indiana Pipps e il punto decisivo sembra apprezzarle).
Le Negritas sono sia un punto debole che un punto di forza per Indiana Pipps: nel primo caso, perché non ne può fare a meno (in "Indiana Pipps e la valle dei Sette Soli, il Doctor Kranz rapisce Paco per attirare Pipps in una trappola) e un punto di forza perché altre volte gli hanno salvato la vita, come in una storia in cui cede la sua intera scorta ad una banda di predoni in cambio della libertà (in Indiana Pipps e il trono magico). Oltre alle Negritas "standard" ne esistono anche versioni "alternative", che hanno un ruolo importante nelle avventure in cui appaiono: in Indiana Pipps e il sigillo Vallindo fanno la loro comparsa le "liquirizie a forma di fischietto", che fin dalle prime vignette causano un sacco di guai a Pipps, ma che indirettamente lo aiuteranno a fare una scoperta archeologica straordinaria insieme a Topolino e al professor Oscar Boom.
Un'altra variante delle Negritas, le "qualità oro" (avvolte in una caratteristica carta dorata) salverà la vita all'archeologo che, indagando sul mistero di Tunguska, si trova a fronteggiare un aspirante alchimista in cerca della pietra filosofale (in Indiana Pipps e l'avventura siberiana).

## Gippippa
(Indiana Pipps, da Indiana Pipps e il problema 4x4)
La Gippippa (nome da riferirsi al proprietario Indiana Pipps) è una stramba macchina fuoristrada con qualche similitudine con una Jeep, anche se nonostante il suo aspetto malandato è molto robusta. Fabbricata a Londra, ne sono state vendute solo 3 oltre a quella di Indiana: una si trova in Kenya e appartiene a Joe Botswana, un'altra è in Tibet ed è di proprietà di Johnny Tibet, la quarta si trova in Amazzonia, ed è di proprietà di Freddy Piper ("Indiana Pipps e la difficile "REVISIONE"" I-2604-1)
Molti dei numerosi accessori della Gippippa sono stati aggiunti al termine di una avventura in cui Indiana Pipps ha preferito, invece che comprare un nuovo fuoristrada, riparare la sua vecchia jeep, mostrando con orgoglio il progetto degli aggiornamenti intitolato "Gippippa 2 - Modello DeLuxe" (Indiana Pipps e il problema 4x4). Il veicolo è dotato di molti accessori, alcuni molto utili (come il verricello e il rollbar) e altri decisamente inusuali (ad esempio l'orso di pezza, o la candela di cera situata sul rollbar accanto ad un normale faretto). Come molti fuoristrada, la Gippippa dispone di "ridotte" adatte a diverse situazioni: anche qui si va da rapporti utili come la "ridotta da traino" ad altri pressoché inutili quali la "ridotta speciale a zompo di canguro".
La Gippippa ha avuto la sua personale avventura (Indiana Pipps e la fallimentopatia), in una storia con background spaziali in cui la macchina risente dell'influenza di un'antenna "aliena" ritrovata da Indiana Pipps ovviamente senza esserne cosciente. Una crisi depressiva dello stesso Pipps aggrava la situazione e sarà Topolino che interverrà salvando sia Indiana Pipps, sia la Gippippa, sia i malcapitati che avevano il coraggio di criticarla di fronte a Pipps (detti malcapitati subivano poi un incidente ad opera della Gippippa, ma la colpa sembrava ricadere su Indiana).
Pipps è estremamente affezionato alla Gippippa al punto di fare tremende sceneggiate ogni volta che è costretto a lasciarla per qualche motivo (nell'avventura Indiana Pipps e il sigillo Vallindo, ambientata in Kashmir, non ha rinunciato facilmente ed ha fatto addirittura ricorso alle "gomme chiodate modello Tibet e dintorni"). L'unica volta in cui si è definitivamente rotta, non ha potuto adattarsi a macchine nuove e si è lanciato alla ricerca dei "ricambi perduti". Un raro caso in cui Pipps non usa la Gippippa è la storia Indiana Pipps e i calzari di Lancillotto nella quale si trova a dover noleggiare un "vero" fuoristrada per raggiungere la sua amata Giada.
L'efficienza della Gippippa è dimostrata al massimo grado nella storia Indiana Pipps e la nobile Gippippa (I-TL-2355-3, di Martignoni-Pavese, 2001), nella quale le varie parti della macchina, smontata, risolvono egregiamente i problemi di riscaldamento, isolamento termico, illuminazione ecc. di una famiglia di eschimesi rimasta isolata a seguito di una tormenta di neve.